# 普通選挙

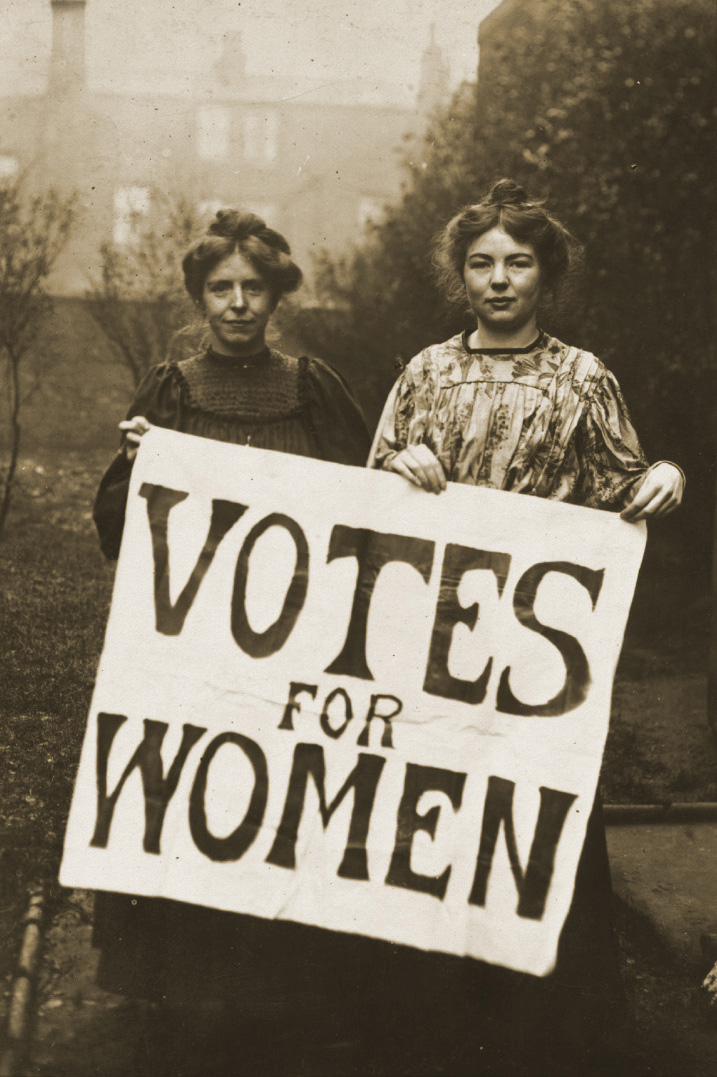

普通選挙（ふつうせんきょ、英語: universal suffrage）とは、年齢などの資格要件に関与しない者を除き、その国の人民全員が選挙権を行使できる選挙形式を指す。全民投票とも呼ばれる。対比語は制限選挙など。

## 概要
歴史的には、国政選挙において財産（納税額）等の制限を設けずに選挙権を行使できる選挙形式を指す場合が多く、当初は全男性成人が選挙権を持つ男子普通選挙も「普通選挙」という表現が使用され、女性成人も含む場合は「完全普通選挙」等とも呼ばれたが、現在では性別による選挙権の排除をする場合は「普通選挙」との表現は使用されなくなってきている。
資格要件に関与しない例外は、年齢以外にも存在する。例えば知的障害者、重大な犯罪を犯し収監中の者、選挙法違反などによる公民権停止処分を受けた者などがあるが、これらの人々を選挙権から排除することの正当性をめぐっては、重要な議論がある（例えば日本における公職選挙法の制限の規定をめぐる訴訟などを参照）。日本の公職選挙法では、成年被後見人に対する選挙権が停止されていたが、下級審の違憲判決が出る中で法改正が行われて選挙権は回復された。
また、広義では被選挙権についても「普通選挙」に含めるので、選挙権のみをすべての成人に認めたとしても、被選挙権において成人年齢以上の制限を課したりするなど、成人であること以外の制限を課す場合にも、「普通選挙」と定義できるかどうかの議論もある。例えば日本の供託金は、国際的に見ると非常に高く設定されており「高額な供託金制度は、経済的理由で選挙権・被選挙権の帰属ならびに行使を制限してはならないという普通選挙の原則に抵触する」という指摘もある。

## 歴史
- 1792年 フランス革命期の立法議会が解散するときの法令により、新しい国民公会を召集するための選挙で世界初の男子普通選挙が実施された。被選挙権は25歳以上、投票権は21歳以上とされた。1793年憲法にも21歳以上の男子普通選挙制度が盛り込まれたが、国民公会が開かれている間は憲法は施行されず、以後一回も普通選挙は行われていない。1795年の総裁政府成立で普通選挙制度は失われ、再び制限選挙となった[注釈 1]。
- 1848年 フランス第二共和政において男子普通選挙が再導入された。
- 1867年 日本で赤松小三郎により「御改正之一二端奉申上候口上書」[9][10]の建白書が提出され、日本初の普通選挙による議会制民主主義制度の提言が行われた。
- 1867年 ドイツ（北ドイツ連邦）において男子普通選挙が実施された。
- 1870年 アメリカで全人種の成人男子への選挙権付与が連邦憲法修正第15条により義務付けられる[注釈 2]。
- 1871年 フランス　パリ・コミューンで短期間ながら世界初の女性参政権が実現された（国政レベルでは、1893年より英領ニュージーランドで実現）。
- 1879年 ブルガリアにおいて男子普通選挙が実施された。1881年～1882年に中断されるが、その後は定着。
- 1918年 イギリスで男子普通選挙が実施された。ただし居住地以外に財産を保有する者は複数選挙権を得る。
- 1919年 ドイツ共和政において、世界初の完全普通選挙が実施された。
- 1920年 アメリカで女性参政権を認めることが連邦憲法修正第19条により義務付けられる[注釈 3]。
- 1925年 日本で普通選挙法が可決成立し、25歳以上男子普通選挙が法定される。
- 1928年 日本の衆議院選挙（第16回総選挙）で最初の男子普通選挙が実施。
- 1928年 イギリスで女子（21歳以上）に選挙権が認められた。ただし居住地以外に財産を保有する者は複数選挙権を得る。
- 1945年 日本において男女20歳以上の者に選挙権を与える規定に基づき、女性参政権が成立した。衆議院議員選挙法改正で翌1946年の第22回総選挙で女性議員39名が当選（2016年に、選挙権年齢が18歳に引き下げ）。
- 1945年 フランスで女子（21歳以上）の選挙権が認められた。
- 1948年 イギリスで居住地以外に財産を保有する者が複数の選挙権を得る制度が廃され、完全な普通選挙権制度が成立[11]。